# Championnat du Maroc de football 2004-2005
Navigation
Botola
2003-2004 Botola
2005-2006
Le Championnat du Maroc de football 2004-2005 est la 89e du championnat du Maroc de football. Le titre se joue lors de la dernière journée du championnat quand le Raja CA, leader avec 60 points, reçoit le club des FAR de Rabat, dauphin avec 59 points. Les FAR s'imposent 2-0 au Stade Mohammed V grâce à un doublé de Mohamed Armoumen et coiffent au poteau le Raja, tenant du titre qui les avait devancé à l'ultime journée la saison passée.
Ainsi, les militaires renouent avec un titre qui leur échappe depuis 1989, et qu'ils glanent pour la 11e fois de leur histoire. Les Rajaouis, quant à eux, se consolent un mois plus tard en remportant la Coupe du Trône.

## Compétition

### Classement
| Rang | Équipe            | Pts | J  | G  | N  | P  | Bp | Bc | Diff |
| ---- | ----------------- | --- | -- | -- | -- | -- | -- | -- | ---- |
| 1    | AS FAR V          | 62  | 30 | 17 | 11 | 2  | 35 | 9  | +26  |
| 2    | Raja CA T CdT     | 60  | 30 | 18 | 6  | 6  | 42 | 17 | +25  |
| 3    | Wydad AC          | 50  | 30 | 12 | 14 | 4  | 32 | 14 | +18  |
| 4    | OC Safi P         | 41  | 30 | 10 | 11 | 9  | 25 | 22 | +3   |
| 5    | JS El Massira     | 39  | 30 | 9  | 12 | 9  | 26 | 24 | +2   |
| 6    | IZ Khémisset      | 37  | 30 | 7  | 16 | 7  | 18 | 21 | -3   |
| 7    | HUS Agadir        | 36  | 30 | 6  | 18 | 6  | 19 | 21 | -2   |
| 8    | OC Khouribga      | 36  | 30 | 7  | 15 | 8  | 24 | 29 | -5   |
| 9    | US Touarga P      | 36  | 30 | 9  | 9  | 12 | 26 | 33 | -7   |
| 10   | Chabab Mohammédia | 34  | 30 | 8  | 10 | 12 | 18 | 24 | -6   |
| 11   | AS Salé -1        | 34  | 30 | 9  | 8  | 13 | 24 | 33 | -9   |
| 12   | CODM de Meknès    | 33  | 30 | 8  | 9  | 13 | 16 | 21 | -5   |
| 13   | MC Oujda          | 33  | 30 | 7  | 12 | 11 | 21 | 27 | -6   |
| 14   | IR Tanger         | 33  | 30 | 6  | 15 | 9  | 19 | 28 | -9   |
| 15   | Maghreb de Fès ↓  | 32  | 30 | 6  | 14 | 10 | 22 | 26 | -4   |
| 16   | KAC Marrakech ↓   | 27  | 30 | 5  | 12 | 13 | 17 | 35 | -18  |

Qualifications africaines
- Ligue des champions de la CAF 2006
- Ligue des champions de la CAF 2006
- Coupe de la confédération 2006
- Coupe de la confédération 2006
- Ligue des champions arabes 2005-2006
- Relégation en Botola 2 2005-2006

Abréviations
T : Tenant du titre

V : Vice-champion

CdT : Vainqueur de la Coupe du Trône 2004-2005

P : Promus de Botola 2 2003-2004

## Meilleurs buteurs
| Rang | Joueur               | Club           | Buts |
| ---- | -------------------- | -------------- | ---- |
| 1    | Mohamed Armoumen     | AS FAR         | 12   |
| 2    | Hicham Aboucherouane | Raja CA        | 11   |
| 3    | Soufiane Alloudi     | Raja CA        | 10   |
| 4    | Didier Knipa         | CODM de Meknès | 9    |
| 5    | Hicham Jouiâa        | OC Safi        | 8    |
| 6    | Dlimi Laâroussi      | JS El Massira  | 7    |
| 6    | Jawad Ouaddouch      | AS FAR         | 7    |
| 6    | Mohamed Amine Kabli  | AS Salé        | 7    |
| 6    | Ousmane Diop         | IR Tanger      | 7    |
| 6    | Khalid Bakhouch      | IZ Khémisset   | 7    |
| 6    | Rachid Nourri        | SCC Mohammédia | 7    |
| 12   | Youssef Mrabeh       | US Touarga     | 6    |
| 12   | Abdelali Boustani    | US Touarga     | 6    |
| 12   | Rafik Abdessamad     | OC Khouribga   | 6    |
| 12   | Mohammed Benchrifa   | Wydad AC       | 6    |
| 12   | Mohcine Mabrouk      | OC Safi        | 6    |
| 12   | Adil Lotfi           | KAC Marrakech  | 6    |

## Bilan de la saison
| Championnat du Maroc de football 2004-2005                        |                    |
| Champion                                                          | AS FAR (11e titre) |
| Coupes et trophées                                                |                    |
| Vainqueur de la Coupe du Trône 2004-2005                          | Raja CA            |
| Qualifications continentales                                      |                    |
| Ligue des champions de la CAF 2006                                | AS FAR             |
| Ligue des champions de la CAF 2006                                | Raja CA            |
| Coupe de la confédération 2006                                    | OC Khouribga       |
| Coupe de la confédération 2006                                    | Raja CA            |
| Coupe de la confédération 2006                                    | AS FAR V           |
| Ligue des champions arabes 2005-2006                              | Raja CA C          |
| Ligue des champions arabes 2005-2006                              | Wydad AC           |
| Ligue des champions arabes 2005-2006                              | OC Safi            |
| Promotions et relégations                                         |                    |
| Promus en Championnat du Maroc de football                        | DH El Jadida       |
| Promus en Championnat du Maroc de football                        | Moghreb de Tétouan |
| Relégués en Championnat du Maroc de football de deuxième division | Maghreb de Fès     |
| Relégués en Championnat du Maroc de football de deuxième division | KAC Marrakech      |